# SDSS J102915+172927
SDSS J102915+172927 – słaba gwiazda w gwiazdozbiorze Lwa o niezwykle małej metaliczności. Według powszechnie akceptowanej teorii formowania się i ewolucji gwiazd, takie gwiazdy nie powinny współcześnie istnieć – SDSS J102915+172927 jest być może najstarszą odkrytą do tej pory gwiazdą.

## Odkrycie
Obserwacje SDSS J102915+172927 przeprowadzono w Europejskim Obserwatorium Południowym przy użyciu teleskopu VLT i spektrografów X-shooter oraz UVES. Zawartość pierwiastków cięższych od helu w gwieździe jest tak mała, że pierwsze obserwacje ujawniły obecność tylko jednego metalu: wapnia. Dopiero późniejsze pomiary pozwoliły wykryć również inne pierwiastki. Ułamek masowy metali w SDSS J102915+172927 jest nie większy niż 6,9 × 10-7, czyli około 22 tysiące razy mniej niż w Słońcu. Jest to najmniejsza metaliczność wśród znanych gwiazd.
Tak mała zawartość cięższych od helu pierwiastków wskazywałaby na to, że SDSS J102915+172927 powstała niedługo po Wielkim Wybuchu, co jednak nie tłumaczy mniejszej niż oczekiwana (nawet dla tak starej gwiazdy) zawartości litu.
Odkrycie bardzo małej metaliczności SDSS J102915+172927 ogłoszono w artykule opublikowanym w czasopiśmie „Nature” we wrześniu 2011.

## Implikacje odkrycia
Według obecnie przyjmowanych teorii formowania gwiazd, do powstania obiektów lżejszych niż około 0,8 M☉ konieczne są wybuchy supernowych, które wzbogacają ośrodek międzygwiazdowy w cięższe pierwiastki. Metale tworzą pył kosmiczny, pomagając w wypromieniowaniu ciepła z obłoków gazu, umożliwiając kolaps grawitacyjny. Bez nich ciśnienie spowodowane ciepłem jest zbyt duże, a grawitacja obłoku – zbyt mała, aby możliwe było jego zapadnięcie się. Według jednej z teorii pierwiastkami, które szczególnie ułatwiają kolaps, są węgiel i tlen, których zawartość w SDSS J102915+172927 jest zbyt niska, aby możliwe było efektywne wypromieniowywanie ciepła.
Jak powiedziała główna autorka artykułu opublikowanego w „Nature”, Elisabetta Caffau z Uniwersytetu w Heidelbergu: „niespodzianką było odnalezienie po raz pierwszy gwiazdy w «strefie zakazanej», a to oznacza, że trzeba zrewidować niektóre z modeli formowania się gwiazd”. Badacze uważają również, że SDSS J102915+172927 prawdopodobnie nie jest jedyną gwiazdą o tak małej metaliczności.